# Garching-Forschungszentrum
Garching-Forschungszentrum - stacja początkowa Metra w Monachium, na linii U6. Znajduje się w północnej części Garching bei München, na terenie kampusu naukowo-uniwersyteckiego. Stacja została otwarta 14 października 2006